# نادي النبي شيت
نادي النبي شيت الرياضي, سابقاً نادي البقاع الرياضي, هو ناد لكرة القدم لبنان مقره في نبي شيت، في سهل البقاع،  تأهل النادي إلى الدوري اللبناني الممتاز للمرة الأولى في بداية موسم 2014-15، ليصبح أول فريق يمثل منطقة البقاع في الدرجة الأولى، ولكنه هبط إلى الدرجة الثانية في 2019.

## تاريخ

### موسم 2018-19
هبط البقاع رسميًا إلى دوري الدرجة الثانية إثر خسارته أمام شباب الساحل بنتيجة 5-3، في مباراة التي جرت على ملعب العهد، بختام الجولة 21 من عمر الدوري اللبناني الممتاز. 
أعلن الاتحاد اللبناني لكرة القدم، فتح تحقيق حول بعض مباريات الدوري المحلي، لموسم 2018-2019، من بينها مباراة النجمة والبقاع، التي خسرها البقاع بنتيجة 3-1، ضمن الجولة الـ17، وأيضا مباراة الراسينغ والبقاع، ضمن الجولة الـ20، والتي انتهت لصالح نادي الراسينغ 3-1.

## لاعبين

### الفريق الحالي
اعتبارًا من 23 يناير 2019 
| رقم. |       | مركز      | اللاعب                |
| ---- | ----- | --------- | --------------------- |
| 1    | لبنان | حارس مرمى | Ahmad Karhani         |
| 4    | لبنان | مدافع     | Hassan Hazime         |
| 5    | لبنان | مدافع     | Joseph Jallad         |
| 6    | لبنان | مدافع     | Bilal Nasrallah       |
| 6    | لبنان | لاعب وسط  | Hassan Alawieh        |
| 9    | لبنان | لاعب وسط  | Ibrahim Abou Hamdan   |
| 9    | لبنان | لاعب وسط  | Malek Moussawi        |
| 10   | لبنان | مهاجم     | Ali Mouwafak Moussawi |
| 11   | لبنان | مهاجم     | جهاد أيوب             |
| 14   | لبنان | مدافع     | Ismail Fadel          |
| 17   | لبنان | حارس مرمى | Mostapha Bawab        |
| 18   | لبنان | مهاجم     | Hassan Danash         |
| 18   | لبنان |           | Mohamad Ali AlAhmad   |
| 20   | لبنان | مدافع     | Kelvin Daniel Daou    |

| الرقم. |                    | المركز   | اللاعب                  |
| ------ | ------------------ | -------- | ----------------------- |
| 23     | لبنان              | مدافع    | حمزة عبود               |
| 24     | Senegal            | لاعب وسط | Pape Diallo             |
| 30     | لبنان              | لاعب وسط | Mohamad Baker Ayoub     |
| 77     | لبنان              | مهاجم    | Mohamad Kdouh           |
| 90     | Senegal            | لاعب وسط | Daouda Dieme            |
| 99     | The Gambia         | مهاجم    | Mamadi Ngum             |
|        | لبنان              | مدافع    | Mohamad Moussawi        |
|        | State of Palestine |          | Ahmad Abed ElRahman     |
|        | لبنان              |          | Abbas Moussawi          |
|        | لبنان              |          | Ali Mahmoud Moussawi    |
|        | لبنان              |          | Ali Mohamad Moussawi    |
|        | لبنان              |          | Ali Noureddine Moussawi |
|        | لبنان              |          | Hussein Moussawi        |

## طالع
قائمة أندية كرة القدم في لبنان